# Braid
Braid (с англ. — «хитросплетение») — компьютерная игра в жанре платформер-головоломка, разработанная Джонатаном Блоу и выпущенная в 2008 году на платформе Xbox 360 в сервисе Xbox Live Arcade. Портированная версия для Windows вышла 10 апреля 2009 года. 20 мая 2009 года вышла версия для Mac OS X и Linux, 12 ноября 2009 года стала доступной на PlayStation 3.
Игра была разработана Джонатаном Блоу, как способ личной критики современных тенденций в разработке видеоигр. Он сам финансировал трёхлетнюю разработку игры, а также пригласил Дэвида Хеллмана в качестве художественного дизайнера. Сам же Блоу занимался программированием и дизайном игровых уровней. Юбилейная версия игры вышла 14 мая 2024 года для платформ PlayStation 4, PlayStation 5, Xbox One, Xbox Series X/S, Nintendo Switch, Windows, Mac и Linux с обновленной графикой и комментариями разработчиков.
Игра повествует о герое по имени Тим, который пытается спасти принцессу от монстра. Фрагменты текста, размещённые на разных уровнях раскрывают поэтапно детали повествования, давая подсказки о размышлениях и мотивах Тима. Игра является платформером, при этом она позволяет манипулировать временем. С помощью данной механики, игрок должен преодолевать препятствия и собирать кусочки паззлов.
Ещё прототип игры получил награду в категории «Инновация в игровом дизайне» на фестивале независимых игр в 2006 году, а уже финальная версия была удостоена множества наград. Игра была названа шедевром, получила всеобщее признание критиков и в конечном итоге стала самой популярной игрой на Xbox Live. Считается, что Braid оказала важное влияние на развитие рынка инди-игр. По состоянию на 2015 год, общий доход от продаж игры приближался к 6 миллионам долларов, данные средства Блоу использовал для разработки его следующего проекта — The Witness.

## Описание
История, положенная в основу сюжета, рассказывает о том, как главный герой, Тим, пытается спасти принцессу от монстра. Подсказки, дающиеся в сюжете, позволяют давать истории разные метафорические интерпретации: начиная от простой разлуки с возлюбленной и заканчивая разработкой ядерной бомбы.
В поисках принцессы Тим путешествует по шести фантастическим мирам. Каждый мир соответствует комнате в доме Тима. На декорациях видны невзгоды, через которые прошёл Тим: женитьба на другой, война, учёба, алкоголизм.
Сюжет рассказывается с помощью маленьких зелёных книжек, которые немного отличаются друг от друга.
Мир 2. Time and Forgiveness («Время и прощение»)
Изначально игрок видит платформер, мало чем отличающийся от например Super Mario Bros.: Тим может ходить влево-вправо, лазать по сеткам и прыгать монстрам на головы. Но как только Тим случайно умрёт, провалившись в яму или столкнувшись с монстром, игрок может перематывать время назад и вперёд. На этой возможности управлять временем и основан геймплей. Игроку часто попадаются кусочки мозаики, однако на что они нужны — пока что непонятно: миры открываются, когда Тим проходит от входа до выхода, что совсем несложно.
Мир 3. Time and Mystery («Время и тайна»)
Не всё в этом мире подвластно времени. На объекты, подсвеченные зелёным цветом, не влияет перемотка. В этом мире появляется первый босс, подсвеченный зелёным цветом.
Мир 4. Time and Place («Время и место»)
В этом мире всё зависит от положения тела Тима. Горизонтальное расстояние от Тима до начала уровня — это время, прошедшее с момента входа в уровень. Если он движется вправо — время идёт вперёд, а если налево — то уже в прошедшее время уровня, а если Тим замирает — то и время останавливается (замирает). Иногда это помогает (если на Тима нападают, а он останавливается), а иногда мешает (например, уровень «Охота», где надо убить всех монстров). Если Тим убивает монстра и движется влево, монстр остаётся живым (так как монстр не был мёртв в прошлом). На зелёные предметы, как и раньше, перемотка не влияет: куда бы Тим ни пошёл, они будут двигаться с обычной своей скоростью.
Мир 5. Time and Decision («Время и решение»)
В этом мире каждый раз, когда Тим отматывает время, появляется альтернативная «теневая реальность»: «А что бы было, если бы я поступил так…» При этом на выделенные фиолетовым цветом объекты может влиять как реальный Тим, так и теневой. В этом мире появляется босс, подсвеченный фиолетовым цветом.
Мир 6. Hesitance («Нерешительность»)
В этом мире игрок может пользоваться кольцом для замедления времени — чем ближе к нему объекты, тем медленнее они двигаются. Зелёные предметы продолжают двигаться с нормальной скоростью.
Мир 1. Безымянный
Последний по счёту мир, но первый по названию — завязка игры. Он оказывается доступен, когда игрок соберёт мозаику в остальных пяти мирах. В этом мире время идёт назад, что порождает непривычные ситуации. Выглядит это так: монстр возрождается и видно, что умер он от падения на колья. Затем он идёт спиной вперёд и исчезает в месте своего рождения. Но как только Тим встаёт в то место, где пролетает ещё умерший монстр, то происходит интересная вещь: история смерти монстра переписывается и оказывается, что умер он от того, что его убил Тим, прыгнув на него. Таким способом монстр возрождается и помогает игроку, взлетая (а на самом деле падая) на более высокие платформы. В последней комнате этого мира Тим встречается с Принцессой — с учётом прокручивающегося назад времени это разлука. А тот «монстр», от которого бежала принцесса, — сам Тим.
Эпилог
Эпилог также является головоломкой. На каждом экране эпилога есть две страницы. Одну можно увидеть, открыв большую красную книгу. Вторую — оставив красную книгу открытой и спрятавшись где-то. Но для того, чтобы добраться до укрытия, не открыв ложную книгу, игроку нужно включить воображение. В конце эпилога можно увидеть за́мок, состоящий из иконок всех уровней игры.
Звёзды
На разных уровнях игры спрятано восемь звёзд. Если собрать первые 7 звёзд (что сделать весьма непросто), то у Тима на последнем уровне появится возможность встретиться с Принцессой, а также взять последнюю, восьмую звезду. Звёзды олицетворяют восемь добродетелей, которые нужны, чтобы вернуть Принцессу: терпение, внимательность, настойчивость, доверие, самопожертвование, пунктуальность, милосердие и стремительность.
Над домом Тима видно созвездие Андромеды. После полного прохождения игры (включая собирание звёзд) у созвездия появляются очертания. Если Тим посмотрит вверх, находясь под созвездием, то увидит девушку (Андромеду/Принцессу).

## Разработка

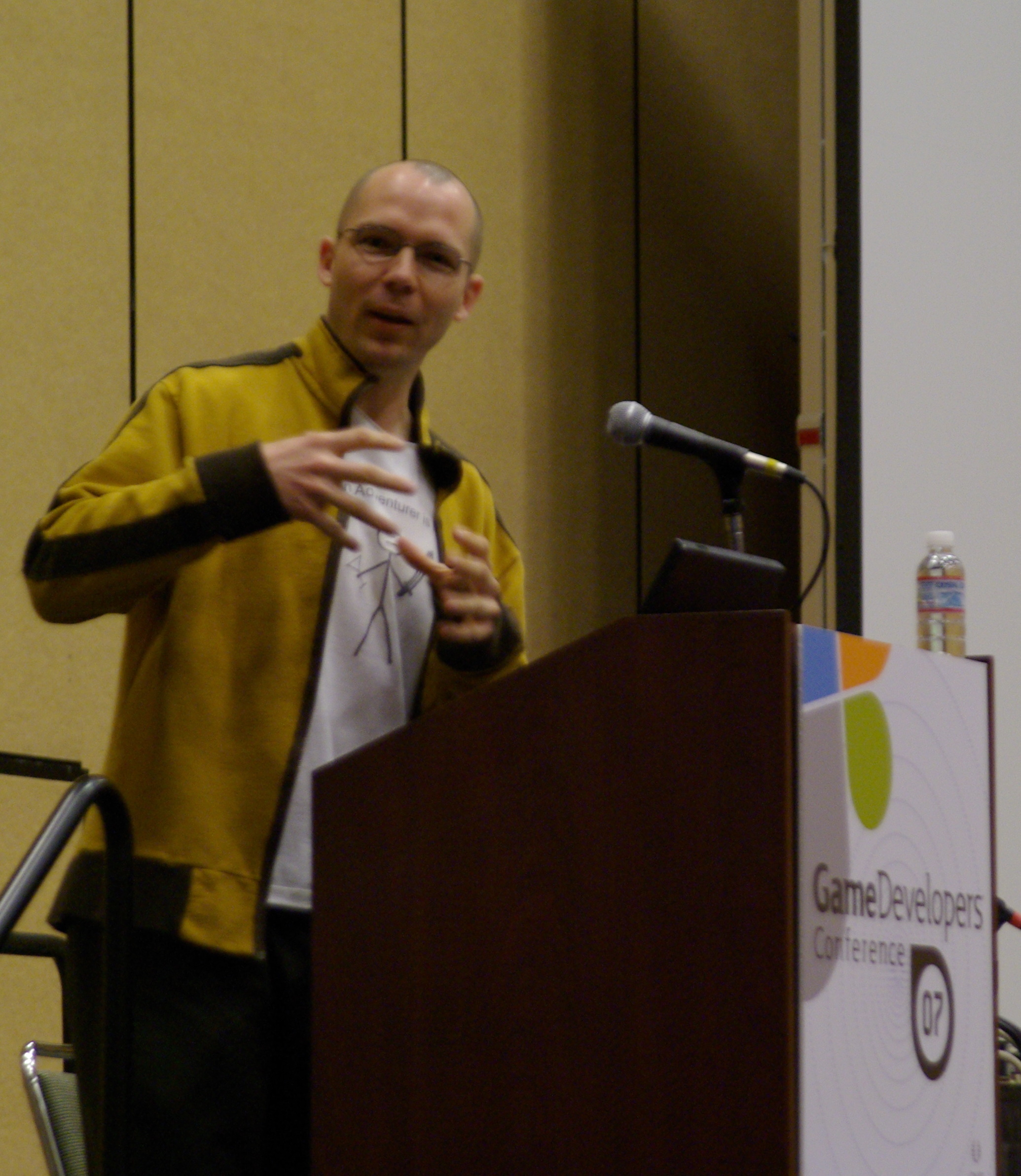
Создатель Braid Джонатан Блоу на GDC 2007

Разработкой игры занимался Джонатан Блоу, желавший пойти наперекор современным тенденциям в видеоиграх, создав «объединение абстрактных частей сложной головоломки, раскрывая глубокие моральные и философские вопросы». Блоу начал впервые работать над концепцией игры в 2004 году, во время поездки в Таиланд, а разработку начал в апреле следующего года. К декабрю 2005 года, Блоу завершил разработку прототипа, включавшего в себя все миры и головоломки, что есть в финальной версии, однако в игре отсутствовало художественное оформление. Данная версия получила награду за лучший игровой дизайн на фестивале независимых игр, на конференции разработчиков игр в 2006 году. Затем, уже работая над художественным оформлением, Блоу усложнил подачу и механику головоломок, чтобы улучшить играбельность. В течение следующих трёх лет разработки, Блоу вложил в проект около 200,000$ США собственных денежных средств, для чего он также пригласил Дэвида Хеллмана в качестве художника и предоставил ему средства на проживание. Всего к игре было написано 90 тысяч значащих строк кода, из которых Джонатан во время разработки написал более 75 тысяч.
Идея о манипуляции временем возникла, когда Блоу увидел похожую механику в Sands of Time, но её можно было применять ограниченно и Блоу в целом называл реализацию этой механики утомительной. Тогда у разработчика возникла идея того, что игру можно перематывать, как в видеоплеере. Изначально, Блоу задумывал игру, разделённую на несколько разных миров, как и в конечной версии. Каждый из миров исследовал разные аспекты пространства, времени, причины-следствия и предлагал разные высокоуровневые механики. Одна из таких механик, но невозможная к дальнейшей реализации касалась мира, лишённого оси времени и которая требовала от игрока прохождений уровня таким образом, что его прохождение можно было бы повторить в обратном порядке. Например, игрок не смог бы прыгать с большой высоты в движении вперед, так как затем он не смог бы запрыгнуть на эту высоту в обратном течение времени. Хотя Блоу не удалось воплотить данную механику, он смог использовать полученные наработки при работе над другими аспектами игрового процесса, касающихся перемотки времени. Ещё одна игровая механика, которую Блоу хотел включить, показывала игроку ожидаемый результат действия, которое он предпримет. Однако она в итоге делала игровой процесс неинтересным по мнению Блоу. Раннее, разработчик исследовал её в игре-прототипе под названием Oracle Billiards, где игра предсказывала итоги каждого бильярдного выстрела до того, как он будет сделан игроком. Однако такой игровой процесс Блоу счёл слишком хаотичным и решил исследовать похожую механику в более простом геймплее на подобии Марио. Завершив работу над подходящей игровой механикой, Блой начал вводить головоломки, которые отражали его философские взгляды на игровой дизайн в целом. В процессе разработки, Блоу отказывался от наименее интересных головоломок и миров. Геймдизайнер хотел, чтобы в его игре перемотка времени имела важные последствия и которые отсутствуют в таких играх с перемоткой времени, как к Prince of Persia: The Sands of Time , Blinx: Time Sweeper и TimeShift, в которых перемотка времени практически не меняет игровой мир. В то время, как эффект сдвига времени в вышеописанных играх осуществляется с перспективы от первого или третьего лица в трёхмерном пространстве, Блоу решил применить в своей игре двухмерную графику. Он признался, что придуманные им головоломки в трёхмерном мире оказались бы непосильно трудными для разработки.
Одна из основных целей Блоу состояла в том, чтобы естественным образом предложить инновационный игровой процесс за счет художественной подачи в игре. Он в том числе вдохновлялся книгой Рода Хамбла «Женитьба», в которой Хамбл описывал идею игры, отражающей его ощущения пребывания в браке, вместо того, чтобы сначала разработать концепцию игрового процесса, а затем дополнить его историей. Блоу заметил, что с одной стороны, в его игре не было прежде не существовавших игровых механик, однако сам игровой процесс получился отличным от каких либо других игр. Ещё одна идея, использованная в разработке Braid касалась представления игры игроку. Блоу заметил, что многие игры наделены крайне сложным интерфейсом, который мешает игроку понять, как правильно играть, хотя в любой игре необходимо правила, чтобы привлечь игроков. Блоу ссылался на провальную игру Space Giraffe Джеффа Минтера, указывая на то, что игра заранее не сообщала игроку об основной цели и считал, что именно это и стало причиной её плохого восприятия. Блоу утверждал, что Braid разрабатывалась, чтобы поддерживать и продвигать невербальное общение с игроком, объясняя фундаментальное правило каждого мира в начале прохождения и позволяя игроку взаимодействовать с данным миром, ориентируясь на конкретное правило. Геймдизайнер признался, что сталкивался в определёнными трудностями во время демонстрации видеозаписей Braid перед выходом игры, так как она не могла отразить то, что «что происходит в сознании игрока во время решения головоломки». С похожей проблемой он позже столкнулся и во время демонстрации The Witness, его следующего проекта.
Блоу признался, что его головоломки в целом трудны, при чём некоторые оказывались труднее или легче для определённых игроков из-за отсутствия кривой обучаемости. Он спроектировал игровые уровни таким образом, чтобы игроки могли обходить сложные для них головоломки и дальше наслаждаться прохождением. Только противостояние финальным боссам являются обязательным условием прохождения уровня. Блоу рассчитывал на то, что игроки смогут позже, по мере дальнейшего прохождения найти решения пропущенных ими головоломок. Только решив головоломку, игрок получал доступ к предмету коллекционирования, так как «незаслуженные награды бессмысленны» по мнению Блоу. Геймдизайнер также настоятельно рекомендовал отказаться от сторонних пошаговых инструкций для прохождений Braid, так как по его мнению это лишит игрока чувства удовлетворённости. Блоу создал собственное пошаговое руководство, которое вначале направляет игрока, однако требует решать головоломки самостоятельно. Вместе с некоторыми головоломками, Блоу отдавал дань классическим играм, например в Braid имеется головоломка, похожая на уровень в Donkey Kong, а концовка в большинстве миров сообщает игроку фразу «принцесса находится в другом замке», как и в игре Super Mario Bros..
Внутриигровая история была вдохновлена также такими произведениями, как «Невидимые Города» Итало Кальвино, «Сны Эйнштейна» Алана Лайтмана, «Кот, проходящий сквозь стены» Роберта Хайнлайна и «Малхолланд Драйв» Дэвида Линча. В частности Блоу перенял у «Невидимых Городов» повествовательную модель, на наоборот не любил, то как отсылалась к ней книга «Сны Эйнштейна», стараясь избегать развитие сюжета в том же направлении. Основная цель Блоу заключалась в том, чтобы «расширять кругозор» игрока и что тот сумеет испытать опыт, который «он прежде не испытывал от чего либо другого». Геймдизайнер решил представить свою историю через экранный текст вместо внутриигровых кат-сцен и вопреки критике части игровых рецензентов, Блоу утверждал, что такое решение было осознанным, так как «Braid» задумывалась, как история, выдержанная в традициях литературы, которую он уважает".

### Художественный стиль

Сверху изображён прототип, созданный Джонатаном Блоу. Снизу показана финальная версия уровня с художественным стилем, созданным Дэвидом Хеллманом.

На создание обложки к игре ушло больше года. Внешнее оформление игры было начато Майком Корриеро, креативным иллюстратором и концепт-художником, конечный вид игре придал Дэвид Хеллман, известный, как художник комикса A Lesson Is Learned but the Damage Is Irreversible. Блоу показывал ему приблизительные планировки уровней, которые Дэвид Хеллман должен был приукрасить поверх декоративными элементами. Хеллман и Блоу экспериментировали с разными стилями, прежде чем окончательно определились с нужным им оформлением. В результате их совместного сотрудничества, в игру были например добавлены декоративные элементы, которые могли исчезать, чтобы сбить игрока с толку. После того, как разработчики определились с основным художественным стилем игры, Блоу и Хеллман разделили функциональные части, которые могли бы использовать в редакторе уровней Braid. Так, чтобы каждый мир мог создаваться с использованием данных частей, Блоу предпочитал больше изменений, задававших характер каждого мира и избегал художественные элементы, отвлекавшие от игрового процесса. «Время и прощение» — первый уровень, с которым сталкивается игрок был создан так, чтобы отразить чувство исследования и снисходительности, в то время, как на уровне «Время и решение» применяется сочетание роскошных предметов домашнего обихода (красивая мебель и ткани) и грубых уличных элементов (болотистая вода, гниющие пирсы и морские канаты), чтобы придать уровню облик «намеренно несочетаемого» и усилить чувство пребывания в параллельной реальности.
Хеллман создал несколько вариантов игровых фонов, пока разработчики не приняли решение использовать размытый фон, чтобы не отвлекать игрока, при этом предметы переднего плана остаются видны четко в фокусе. Как и для переднего, так и для заднего плана были применены эффекты частиц, для придания эффекта движения, например движение травинок или передвижение облаков. Визуальные эффекты персонажей были первоначально созданы Эдмунд Макмилленом, но позже перерисованы Хеллманом, чтобы они лучше соответствовали уже утверждённому художественному стилю игры.

## Музыка
В игре Braid звучит лицензированная музыка таких исполнителей, как Черил Энн Фултон, Ширы Каммен, Джами Зибер и Джона Шатца. Решение использовать неоригинальную музыку Блоу объяснял необходимостью экономить денежные средства на разработку. Геймдизайнер также считал, что композиторы саундтреков компьютерных игр не обладали нужными навыками для передачи настроения, которое он желал отразить в Braid. В конечном итоге Блоу выбрал восемь треков, которые были достаточно длинными, чтобы игрока не начинала раздражать зацикленная музыка, если он застрянет за решением сложной головоломки. Также данные мелодии должны были по прежнему естественно звучать при обратном воспроизведении, когда игрок применял механику обратного времени в процессе прохождения. Блоу, при поиске треков, также руководствовался идеей нахождения «органичных и сложных» мелодий, которые помогали создавать настроение игре и «представляли что-то, но не обязательно определённое». Выбор композиций в конечном итоге повлиял на художественное оформление уровней.. Композиции Каммен и Зибер после выхода игры получили повторное признание со стороны новой аудитории. 9 апреля 2009 года лейбл Magnatune выпустил саундтрек к игре, включавший помимо основных треков два дополнительных ремикса, при создании которых были использованы звуковые эффекты временного сдвига из игры.
| №   | Название                | Автор(ы)                             | игровой уровень          | Длительность |
| --- | ----------------------- | ------------------------------------ | ------------------------ | ------------ |
| 1.  | «Maenam»                | Джами Зибер                          | Hidden Sky               | 5:39         |
| 2.  | «Undercurrent»          | Джами Зибер                          | Lush Mechanique          | 5:34         |
| 3.  | «The Darkening Ground»  | Джами Зибер                          | Lush Mechanique          | 3:12         |
| 4.  | «Tell It by Heart»      | Джами Зибер                          | Second Sight             | 5:50         |
| 5.  | «Long Past Gone»        | Джами Зибер                          | Second Sight             | 4:44         |
| 6.  | «Downstream»            | Шира Каммен и ансамбль Luar na Lubre | Music of Waters          | 6:36         |
| 7.  | «Lullaby Set»           | Шира Каммен                          | Wild Wood                | 6:18         |
| 8.  | «Romanesca»             | Черил Энн Фултон                     | The Once and Future Harp | 2:31         |
| 9.  | «Маеnam (ремикс)»       | Джон Шатц                            |                          | 7:05         |
| 10. | «Undercurrent (ремикс)» | Джон Шатц                            |                          | 4:54         |

## Выпуск
Ещё до выпуска Braid, Блоу снял свою игру c конкурса Slamdance Guerrilla Games после исключения игры RPG Super Columbine Massacre! из-за скандала, несмотря на то, что она вошла в список шести финалистов. Некоторые разработчики последовали примеру Блоу и также сняли свои игры, в частности thatgamecompany с их игрой FlOw и The Behemoth с игрой Castle Crashers.
Braid изначально разрабатывалась, как игра для персональных компьютеров с возможным портированием на игровые приставки, хотя изначально игра не задумывалась для вышеперечисленных платформ. В середине 2007 года, Блоу заключил контракт с Microsoft для выпуска игры на Xbox Live. Данная версия была анонсирована на выставке Tokyo Game Show в 2007 году. Блоу позже критиковал данный контракт, заметив, что ему пришлось потратить много времени, чтобы исправить игру согласно всем требованиям сертификации Xbox Live, вместо этого, он мог бы выделить данное время на доработку игры. Тем не менее Блоу разрешили сохранить некоторые задуманные им видения игры, но противоречащие игровому процессу. Например возможность предоставить игроку полный контроль над игрой вместо запуска начального экрана. Microsoft также настаивала на добавлении дополнительных подсказок в игру, основываясь на результате игрового тестирования, но Блоу из принципа отказывался, угрожая отменить разработку, если ему не оставят выбора. После этого, Блоу объявил, что больше не желает выпускать свои игры на Xbox Live. Позже разработчик выпустил тему Braid для Xbox Life, он хотел сделать её бесплатной, но Microsoft требовала, чтобы тема была выпущена с номинальной ценой.
Выпуск версии для Windows должен был изначально состояться до октября 2008 года. Однако в это время к выпуску планировался ряд высокобюджетных игр, поэтому релиз был отодвинут на начало 2009 года. Выпуск ПК-версии был упрощён тем, что Блоу работал над выпуском игры на стандартизированной платформе, такой, как Xbox 360, имея возможность завершить работу основной игры перед тем, как заняться проблемами совместимости, с которыми сталкиваются разработчики игр на ПК. Перед выходом ПК-версии, Блоу установил на неё ценник в 20$, ссылаясь на опыт продажи похожих инди-игр, таких, как например World of Goo и Crayon Physics Deluxe. Однако цена на ПК-версию была на 5$ выше, чем версия для Xbox Live, многие раскритиковали Блоу за такое решение. Блоу в ответ решил снизить цену, заметив, что «он хочет, чтобы игроки обсуждали его игру, а не то, что она стоила слишком много». Компанией Hothead Games игра была портирована на игровую приставку PlayStation 3 и персональные компьютеры Macintosh. Версию для Linux портировал Райан Гордон и выпустил в декабре 2010 года в магазине Humble Bundle наряду с версиями для Windows и Mac. Кроме того, она была добавлена, как бонус в сборник Humble Indie Bundle V. Блоу заметил, что портирование игры на WiiWare было невозможным из-за системных ограничений.
Блоу утверждал, что у него нет планов выпускать дополнительные уровни или сделать продолжение, однако заметил, что будет здорово, если другие разработчики используют его механику времени при дизайне своих игр с собственным дизайном уровней. Вскоре после выхода ПК-версии, Блоу выпустил программу для возможности редакции уровней к Braid и которая позволяет импортировать новую графику в игру. С тех пор было выпущено несколько модов, содержащих новые головоломки и сюжетный контент.

### Юбилейное издание
В августе 2020 года было объявлено о юбилейном выпуске, который планируется выпуститься позже для платформ Windows, macOS, Linux, Nintendo Switch, PlayStation 4, PlayStation 5, Xbox One и Xbox Series X/S. Обновлённая версия будет включать в себя графику с более высоким разрешением, дополнительную музыку и комментарии разработчиков. В ноябре 2023 года была объявлена обновленная дата выпуска — 30 апреля 2024 года, однако позже она была перенесена на 14 мая 2024 года.

## Восприятие
| Сводный рейтинг    | Сводный рейтинг | Сводный рейтинг | Сводный рейтинг |
| Издание            | Оценка          | Оценка          | Оценка          |
| Издание            | PC              | PS3             | Xbox 360        |
| ------------------ | --------------- | --------------- | --------------- |
| GameRankings       | 90,50 %         | 93,11 %         | 92,15 %         |
| Metacritic         | 90/100          | 93/100          | 93/100          |
| Иноязычные издания |                 |                 |                 |
| Издание            | Оценка          | Оценка          | Оценка          |
| Издание            | PC              | PS3             | Xbox 360        |
| 1UP.com            | N/A             | N/A             | A+              |
| Destructoid        | N/A             | N/A             | 9,7/10          |
| Edge               | N/A             | N/A             | 9/10            |
| Eurogamer          | N/A             | N/A             | 10/10           |
| GameSpot           | N/A             | N/A             | 9,5/10          |
| IGN                | 8,8/10          | N/A             | 8,8/10          |
| OXM                | N/A             | N/A             | 9/10            |
| TeamXbox           | N/A             | N/A             | 9,1/10          |

После выхода игры на Xbox Live Arcade, она получила признание игровых критиков со средней оценкой 93 из 100 возможных по версии агрегатора Metacritic. Braid стала самой высоко оценённой игрой на Xbox Live Arcade и десятой самой оценённой игрой на Xbox 360. Игра была куплена более 55,000 раз в течение первой недели после выхода. Блоу, создатель игры, утверждал, что Braid стала второй самой продаваемой игрой на Xbox Live Arcade в 2008 году. А продажи обеспечили ему большую денежную прибыль, ещё большую, чем если бы он работал на высокооплачиваемой должности разработчика видеоигр в крупной компании. По состоянию на апрель 2012 года, игра была куплена 450,000 раз. К 2014 году, Блоу утверждал, что доходы от продажи игры составили более 4 миллионов долларов США, большую часть из которых тот вложил в разработку игры The Witness.
Braid была признана шедевром и получила высшие оценки от игровых критиков за представленные уникальные головоломки. Дэн Уайтхед с сайта заметил, что творческие вариации управления временем и требование понять нелинейность действий заставил его почувствовать, будто «годы его игрового запоя были сорваны». Джейсон Хилл с сайта The Age заявил, что головоломки были «продуманными и внушительными», но и «безупречно составленными и очень приятно решаемыми». Такое же мнение выразил и Падди Рейли с журнала Herald Sun. Хорошею оценку получила взаимосвязь головоломок и в целом презентация игры; Том МакШи с сайта GameSpot подытожил, что Braid была редкой в своём роде игрой, которая «заставит вас ломать голову в попытке решить головоломку за одну минуту, но и заставит смириться со своей зрелой сказкой». Сэм Робертс, игровой директор на соревновании игроделов Slamdance Film Festival был впечатлен тем, что Braid чувствуется совершенно зрелым продуктом. Художественное исполнение и презентация также получили высокие оценки. Ник Саттнер с сайта 1UP.com, комментируя художественный стиль Braid, заметил, что он совмещает элементы дизайна старой школы с импрессионистскими фоном и любовью к в ручную расписанным пространствам. МакШи заявил, что визуальные эффекты игры «привлекают внимание, но никогда не отвлекают». Джин Сноу с сайта Wired писал, что прекрасные симфонические мелодии в Braid вносят свой вклад в впечатляющее и уникальное видение, и что «успокаивающие мелодии вероятно, являются причиной того, что вы никогда не затеряетесь, столкнувшись с особенно сложными головоломками». Джейсон Рорер, разработчик игр с Arthouse Games Джейсон Рорер увидел в способности бесконечно перематывать время назад комментарий к традиционному игровому дизайну платформеров: тот факт, что игрок не вынужден перезапускать уровень после смерти, позволяет сконцентрироваться именно на прорабатывании основных задач в игре.
Основным предметом отрицательной критики стала продолжительность игры. Хилари Голдштейн с сайта IGN заметила, что нет особой причины возвращаться к игре после её завершения и решения всех головоломок. Хотя другие сравнили короткий игровой опыт в Braid c игрой Portal, также раскритикованной за свою длину. И в обеих играх данный недостаток можно вполне простить на фоне уникального подхода к повествованию и игровому процессу. Игру также критиковали за её цену, хотя МакШи признался, но «не пожалел ни одного пенни». Блоу позже утверждал, что изначально хотел продавать игру за 10$, но Microsoft потребовала повысить ценник до 15$ в рамках продажи игры в составе коллекции Summer of Arcade. Редакция Edge также заметила, что Блоу попытался объединить историю с игровым процессом на протяжении всей игры, однако это получилось у него только последнем мире, а в остальных мирах «история выглядела банальной и тонущей в своей застенчивой темноте». Тем не менее другие утверждали обратное, включая академиков новых медиа, похваливших философскую сложность повествовательной линии. Джон Финлей Керр писал, что «Braid Джонатана Блоу это своего рода онтологический лабиринт, который мог бы создать Хорхе Луис Борхес. В простой геймплейный дизайн заложены действительно грандиозные концепции».
ПК-версия рассматривалась, как достойный порт и «верный» оригинальной версии для Xbox 360, сохранявшая тот же игровой контент без добавления каких-либо новых функций. Рецензенты заметили, что Braid сумела извлечь выгоду из управления клавиатурой и мышью. Однако как порт игры на Xbox 360, игра не предлагала первоначальной поддержки оптимизации графического отображения на компьютере, в частности изменение разрешения экрана или отключение определённых игровых эффектов. Это рассматривалось как существенный недостаток. Критики выражали надежду, что данный недостаток будет решён путём обновлений, добавляющих вышеописанные параметры.. Версии для PlayStation 3 и Macintosh получили также положительные оценки.

### Награды
Помимо получения награды Independent Games Festival в 2006 году за лучший дизайн, Braid была награждена редакцией GameSpot в 2008 году в категориях «Лучшая оригинальная загружаемая консольная игра», «Лучший платформер», и «Лучшая лицензионная музыка», а также редакцией Official Xbox Magazine в категориях «Xbox Live Arcade игра года», «Лучший саундтрек» и «Лучшая концовка». Braid получила награду в категории «Казуальная игра года» на 12-м вручении академии интерактивных искусств и наук. Игра была номинирована на пять наград Xbox Live Arcade в 2008 году и выиграла одну в категории «лучшая инновация». Журнал Macworld включил Braid в «свой зал славы игр 2009 года». IGN назвал Braid 8-й лучшей аркадной игрой для Xbox Live по состоянию на 2010 год и 25 лучшей игрой для PlayStation 3 по состоянию на 2013 год. Braid победила в номинации «Инди года» (2009) журнала Игромания. Игра заняла 37-е место в рейтинге 50-ти лучших игр всех времён по версии журнала Time.

## Влияние
Многие разработчики игр утверждали, что вдохновлялись игровым дизайном Braid. Например японский разработчик игр Гоити Суда, создатель Killer7 и No More Heroes заметил, что после ознакомления с Braid, попробовал создать свою первую двухмерную игру. Разработчики таких инди-игр, как например Gorogoa и Superbrothers: Sword & Sworcery EP утверждали, что успех Braid непосредственно повлиял на их решение разработать игры. Главный герой Тим может быть разблокирован, как игровой персонаж в игре Super Meat Boy, созданной независимым разработчиком Эдмундом Макмилленом, который раннее создал игру Gish, а также создал изначальный дизайн персонажей для Braid. Игра также вызвала интерес у академиков за счёт своей сложности: нарратологи заметили, что «любой, кто думает… уникальные ограничения игрового процесса не могут использоваться лучшим образом для построения рассказа, как в Braid, которая объединяет чистую механику и историю на философской основе». Повествовательные элементы игры Braid, объединённые с головоломками сравнивали с такими романами, как «Жизнь, способ употребления» и «Алиса в Зазеркалье».
Braid принято считать игрой, вызвавшей массовый интерес к инди-играм начиная с 2008 года и после. Редакция The Guardian назвала Braid «Сексом, ложью и видео» от мира видеоигр и мощным символом рыночного потенциала неосновной продукции. Джошуа Бирман, редактор The New York Times также сравнил игру с культовым низкобюджетным фильмом «Беспечный ездок», по его мнению она сумела доказать, что маленький разработчик может добиться такого же успеха, что и большой. Ряд инди-разработчиков, например Playdead, Supergiant Games и Amanita Design утверждали, что Braid не была уникальной в своём роде и вышла в момент популяризации сервисов цифровой дистрибуции наряду с рядом других успешных инди-игр, таких, как например Castle Crashers, World of Goo и Super Meat Boy. Тем не менее именно Braid рассматривается, как пример того, как небольшая команда разработчиков может добиться финансового успеха и проложить путь для будущих инди-проектов, разработанных в похожей манере. Другие увидели в Braid наследие других произведений, например Сэм Мачкович с сайта Ars Technica сравнил игру с альбомом Pet Sounds группы The Beach Boys, в частности то, как они оба используют преобразование в жанре и по новому применяют знакомые элементы. Braid наряду с Джонатаном Блоу упоминались в фильме Indie Game: The Movie.

## Продажи
Летом 2018 года, благодаря уязвимости в защите Steam Web API, стало известно, что точное количество пользователей сервиса Steam, которые играли в игру хотя бы один раз, составляет 1 012 406 человек.